# Тихомир Трендафилов
Тихомир Иванов Трендафилов е български адвокат, лобист и предприемач.
Участва в множество приватизационни сделки след 1989 г. Бизнесът му е в отглеждането на българска маслодайна роза, ловния туризъм и в друти сфери на икономиката.
На 18 май 2011 г. е признат от правителството на България за почетен консул на Република Казахстан в Пловдивски консулски окръг, обхващащ територията на областите Бургас, Ямбол, Сливен, Пловдив, Хасково, Стара Загора, Кърджали, Смолян и Пазарджик.